# 考克斯特圖
在数学分支圖論中，考克斯特圖（英語：Coxeter graph）圖是具有28個頂點和42條邊的3-正則圖。它是13個已知的立方距離正則圖之一，得名於哈羅德·斯科特·麥克唐納·科克斯特。